# Geranilfarnesil pirofosfato
Il geranilfarnesil pirofosfato è un intermedio della via metabolica dell'acido mevalonico.
Si forma per aggiunta di DMAPP al geranilgeranil pirofosfato; è il precursore dei sesterpeni.